# Campionati mondiali di nuoto in vasca corta 2022 - 50 metri farfalla maschili
La gara dei 50 metri farfalla maschili dei campionati mondiali di nuoto in vasca corta 2022 si è svolta il 13 e 14 dicembre 2022. Al mattino del 13 dicembre si sono svolte le batterie, nel pomeriggio lo swim-off e nella serata le semifinali, mentre lo swim-off si è disputato al mattino e la finale nella serata del 14 dicembre.

## Podio
| Pos.    | Atleta            | Nazione  |
| ------- | ----------------- | -------- |
| Oro     | Nicholas Santos   | Brasile  |
| Argento | Noè Ponti         | Svizzera |
| Bronzo  | Szebasztián Szabó | Ungheria |

## Record
Prima della manifestazione il record del mondo (RM) e il record dei campionati (RC) erano i seguenti.
|                   | 21"75 | Nicholas Santos        | 6 ottobre 2018 Budapest   |
| Szebasztián Szabó | 21"75 | 6 novembre 2021 Kazan' |                           |
|                   | 21"81 | Nicholas Santos        | 15 dicembre 2018 Hangzhou |

Durante la competizione è stato migliorato il seguente record:
|  | 21"78 | Nicholas Santos |

## Risultati

### Batterie
| Pos. | Batteria | Corsia | Atleta                     | Nazionalità         | Tempo        | Note |
| ---- | -------- | ------ | -------------------------- | ------------------- | ------------ | ---- |
| 1    | 9        | 2      | Noè Ponti                  | Svizzera            | 22"01        | Q    |
| 1    | 10       | 3      | Teong Tzen Wei             | Singapore           | 22"01        | Q    |
| 3    | 10       | 4      | Szebasztián Szabó          | Ungheria            | 22"07        | Q    |
| 4    | 8        | 4      | Dylan Carter               | Trinidad e Tobago   | 22"11        | Q    |
| 5    | 10       | 6      | Marius Kusch               | Germania            | 22"19        | Q    |
| 6    | 10       | 1      | Matthew Temple             | Australia           | 22"30        | Q    |
| 7    | 8        | 5      | Chad le Clos               | Sudafrica           | 22"31        | Q    |
| 8    | 8        | 6      | Ilya Kharun                | Canada              | 22"32        | Q MJ |
| 8    | 10       | 5      | Matteo Rivolta             | Italia              | 22"32        | Q    |
| 10   | 7        | 4      | Michael Andrew             | Stati Uniti         | 22"34        | Q    |
| 11   | 8        | 3      | Takeshi Kawamoto           | Giappone            | 22"38        | Q    |
| 12   | 10       | 2      | Daniel Zaitsev             | Estonia             | 22"41        | Q    |
| 13   | 9        | 1      | Simon Bucher               | Austria             | 22"44        | Q    |
| 14   | 9        | 4      | Nicholas Santos            | Brasile             | 22"46        | Q    |
| 15   | 9        | 7      | Youssef Ramadan            | Egitto              | 22"50        | Q    |
| 16   | 8        | 7      | Florent Manaudou           | Francia             | 22"53        | QSO  |
| 16   | 9        | 3      | Nyls Korstanje             | Paesi Bassi         | 22"53        | QSO  |
| 18   | 8        | 2      | Yuya Tanaka                | Giappone            | 22"54        |      |
| 19   | 9        | 5      | Thomas Ceccon              | Italia              | 22"57        |      |
| 20   | 5        | 6      | Karol Ostrowski            | Polonia             | 22"71        |      |
| 21   | 9        | 6      | Ümit Can Güreş             | Turchia             | 22"75        |      |
| 22   | 9        | 8      | Jakub Majerski             | Polonia             | 22"80        |      |
| 23   | 5        | 4      | Mario Mollà                | Spagna              | 22"83        |      |
| 24   | 6        | 8      | Jan Sefl                   | Rep. Ceca           | 22"84        |      |
| 25   | 6        | 3      | Gabriel Santos             | Brasile             | 22"89        |      |
| 26   | 5        | 7      | Meiron Cheruti             | Israele             | 22"90        |      |
| 26   | 6        | 5      | Nikola Miljenić            | Croazia             | 22"90        |      |
| 26   | 7        | 6      | Cameron Gray               | Nuova Zelanda       | 22"90        |      |
| 29   | 7        | 8      | Andrij Hovorov             | Ucraina             | 22"92        |      |
| 30   | 10       | 7      | Nicholas Lia               | Norvegia            | 23"00        |      |
| 31   | 7        | 3      | Oskar Hoff                 | Svezia              | 23"01        |      |
| 32   | 6        | 7      | Adilbek Mussin             | Kazakistan          | 23"09        |      |
| 33   | 8        | 8      | Abdelrahman Sameh          | Egitto              | 23"11        |      |
| 34   | 6        | 4      | Josif Miladinov            | Bulgaria            | 23"17        |      |
| 35   | 5        | 3      | Lewis Burras               | Gran Bretagna       | 23"18        |      |
| 36   | 7        | 1      | Ng Cheuk Yin               | Hong Kong           | 23"19        |      |
| 37   | 7        | 2      | Ádám Halás                 | Slovacchia          | 23"29        |      |
| 38   | 5        | 1      | Julien Henx                | Lussemburgo         | 23"30        |      |
| 38   | 7        | 7      | Kristián Goloméev          | Grecia              | 23"30        |      |
| 40   | 6        | 1      | Ben Hockin                 | Paraguay            | 23"32        |      |
| 40   | 10       | 8      | José Ángel Martínez        | Messico             | 23"32        |      |
| 42   | 6        | 6      | Daniel Gracík              | Rep. Ceca           | 23"36        |      |
| 43   | 5        | 5      | Clayton Jimmie             | Sudafrica           | 23"41        |      |
| 44   | 7        | 5      | Alberto Lozano             | Spagna              | 23"43        |      |
| 45   | 5        | 8      | Eldor Usmonov              | Uzbekistan          | 23"50        |      |
| 46   | 6        | 2      | Artur Barseghyan           | Armenia             | 23"65        |      |
| 47   | 5        | 2      | Wang Kuan-hung             | Taipei cinese       | 23"68        |      |
| 48   | 4        | 5      | Jesse Ssengonzi            | Uganda              | 23"79        |      |
| 49   | 2        | 6      | Andrei Anghel              | Romania             | 23"85        |      |
| 50   | 4        | 4      | Abeku Jackson              | Ghana               | 23"87        |      |
| 51   | 4        | 6      | Bernat Lomero              | Andorra             | 24"29        |      |
| 52   | 4        | 2      | Ayman Kelzi                | Siria               | 24"34        |      |
| 53   | 4        | 8      | Kokoro Frost               | Samoa               | 25"03        |      |
| 54   | 3        | 3      | Epeli Herbert Jordan Rabua | Figi                | 25"60        |      |
| 55   | 3        | 5      | Filipe Gomes               | Malawi              | 25"90        |      |
| 56   | 1        | 4      | Aryen Muravvej             | Federazione sospesa | 26"59        |      |
| 57   | 3        | 6      | Alassane Seydou Lancina    | Niger               | 26"63        |      |
| 58   | 3        | 2      | Nathaniel Noka             | Papua Nuova Guinea  | 26"85        |      |
| 59   | 3        | 7      | Troy Pina                  | Capo Verde          | 26"90        |      |
| 60   | 1        | 5      | Shahbaz Khan               | Pakistan            | 27"41        |      |
| 61   | 2        | 2      | Travis Dui Sakurai         | Palau               | 28"20        |      |
| 62   | 3        | 1      | Fahim Anwari               | Afghanistan         | 28"48        |      |
| 63   | 3        | 8      | Simanga Dlamini            | eSwatini            | 28"70        |      |
| 64   | 1        | 3      | Pap Jonga                  | Gambia              | 29"20        |      |
| 65   | 2        | 3      | Ezuldeen Qatat             | Libia               | 29"48        |      |
| 66   | 2        | 5      | Magnim Jordano Daou        | Togo                | 34"76        |      |
| DSQ  | 3        | 4      | Aidan Carroll              | Gibilterra          | Squalificato |      |
| DNS  | 2        | 4      | Ibrahim Mohamed            | Comore              | Non partito  |      |
| DNS  | 2        | 7      | Sheku Bangura              | Sierra Leone        | Non partito  |      |
| DNS  | 4        | 1      | Matthew Lawrence           | Mozambico           | Non partito  |      |
| DNS  | 4        | 3      | Lamar Taylor               | Bahamas             | Non partito  |      |
| DNS  | 4        | 7      | Akalanka Peiris            | Sri Lanka           | Non partito  |      |
| DNS  | 8        | 1      | Chen Juner                 | Cina                | Non partito  |      |

### Swim-off
| Pos. | Corsia | Atleta           | Nazionalità | Tempo | Note |
| ---- | ------ | ---------------- | ----------- | ----- | ---- |
| 1    | 4      | Florent Manaudou | Francia     | 22"31 | Q    |
| 2    | 5      | Nyls Korstanje   | Rep. Ceca   | 22"35 |      |

### Semifinali
| Pos. | Batteria | Corsia | Atleta            | Nazionalità       | Tempo        | Note   |
| ---- | -------- | ------ | ----------------- | ----------------- | ------------ | ------ |
| 1    | 2        | 5      | Szebasztián Szabó | Ungheria          | 21"90        | Q      |
| 2    | 1        | 5      | Dylan Carter      | Trinidad e Tobago | 22"02        | Q      |
| 3    | 2        | 4      | Noè Ponti         | Svizzera          | 22"04        | Q      |
| 4    | 1        | 1      | Nicholas Santos   | Brasile           | 22"08        | Q      |
| 5    | 2        | 6      | Chad le Clos      | Sudafrica         | 22"09        | Q      |
| 6    | 2        | 3      | Marius Kusch      | Germania          | 22"14        | Q      |
| 7    | 1        | 4      | Teong Tzen Wei    | Singapore         | 22"18        | Q      |
| 8    | 1        | 6      | Ilya Kharun       | Canada            | 22"28        | QSO MJ |
| 8    | 1        | 7      | Daniel Zaitsev    | Estonia           | 22"28        | QSO    |
| 10   | 2        | 8      | Youssef Ramadan   | Egitto            | 22"32        |        |
| 11   | 2        | 1      | Simon Bucher      | Austria           | 22"35        |        |
| 12   | 1        | 3      | Matthew Temple    | Australia         | 22"37        |        |
| 12   | 1        | 8      | Florent Manaudou  | Francia           | 22"37        |        |
| 14   | 1        | 2      | Michael Andrew    | Stati Uniti       | 22"47        |        |
| 15   | 2        | 7      | Takeshi Kawamoto  | Giappone          | 22"50        |        |
| DSQ  | 2        | 2      | Matteo Rivolta    | Italia            | Squalificato |        |

### Swim-off
| Pos. | Corsia | Atleta         | Nazionalità | Tempo | Note   |
| ---- | ------ | -------------- | ----------- | ----- | ------ |
| 1    | 5      | Daniel Zaitsev | Estonia     | 22"15 | Q      |
| 2    | 4      | Ilya Kharun    | Canada      | 22"28 | =MJ, = |

### Finale
| Pos. | Corsia | Atleta            | Nazionalità       | Tempo | Note |
| ---- | ------ | ----------------- | ----------------- | ----- | ---- |
|      | 6      | Nicholas Santos   | Brasile           | 21"78 |      |
|      | 3      | Noè Ponti         | Svizzera          | 21"96 |      |
|      | 4      | Szebasztián Szabó | Ungheria          | 21"98 |      |
| 4    | 1      | Teong Tzen Wei    | Singapore         | 22"01 | =    |
| 5    | 2      | Chad le Clos      | Sudafrica         | 22"11 |      |
| 6    | 5      | Dylan Carter      | Trinidad e Tobago | 22"14 |      |
| 7    | 7      | Marius Kusch      | Germania          | 22"17 |      |
| 8    | 8      | Daniel Zaitsev    | Estonia           | 22"38 |      |